# Phoenix caespitosa
Phoenix caespitosa là loài thực vật có hoa thuộc họ Arecaceae. Loài này được Chiov. miêu tả khoa học đầu tiên năm 1929.